# Rolf Kunkel
Rolf Kunkel (* 1940 in Bremen) ist ein deutscher Journalist.

## Leben
Der 16-jährige Rolf Kunkel ging Mitte der 1950er Jahre als Schiffsjunge zur Handelsmarine, um die Laufbahn als Decksoffizier einzuschlagen. 1961 verließ er nach sechs Jahren die Seefahrt, um Journalist zu werden. Als Reporter kehrte er jedoch später mehrmals zu nautischen Themen zurück, indem er z. B. über U-Boote und Containerschiffahrt schrieb. Seine beruflichen Anfänge beschreibt er wie folgt:

„Als Zehnjähriger habe ich mir ein kleines Tonbandgerät gekauft, mich damit auf den Fußballplatz gestellt und geübt. Im Radio habe ich gehört, wie die richtigen Reporter sprechen und versucht, es nachzuahmen. Eines Tages habe ich dann ein Tonband zum Norddeutschen Rundfunk geschickt. Herbert Zimmermann, damals der größte Sportreporter überhaupt, hat mir daraufhin einen Termin gegeben und so habe ich als junger Mann meine erste Probereportage machen dürfen.“

Nach diesem Einstieg beim NDR arbeitete Kunkel die folgenden 18 Jahre als Sportjournalist bei mehreren ARD-Sendern, war unter anderem regelmäßig Reporter der Bundesligakonferenz. 1971 erhielt er für eine beim WDR gesendete Arbeit den Theodor-Wolff-Preis. 1980 wechselte Kunkel vom Hörfunk zum Printjournalismus und arbeitete als Reporter u. a. für stern und Spiegel. Für seine Reportage Tod am vierten Hindernis in GEO wurde er 1980 mit dem Egon-Erwin-Kisch-Preis ausgezeichnet. Die Reportage über die tierquälerischen Bedingungen des Pferderennens von Velká Pardubická sorgte für eine große Resonanz bei den Lesern.
Seit 1986 arbeitet er als freier Autor. Kunkel lebt und arbeitet in Ahrensburg bei Hamburg.

## Werke
- Faszination Sport, zusammen mit Daniel Bullinger. Quadrat-Verlag, Leipzig 1998. ISBN 3-932751-11-6.